# Малое Медведево
Малое Медведево — деревня в Устюженском районе Вологодской области.
Входит в состав Мезженского сельского поселения, с точки зрения административно-территориального деления — в Мезженский сельсовет.
Расстояние по автодороге до районного центра Устюжны — 45 км, до центра муниципального образования деревни Долоцкое — 8 км. Ближайшие населённые пункты — Кишкино, Новая, Савино.
Население по данным переписи 2002 года — 27 человек (11 мужчин, 16 женщин). Всё население — русские.